# Tärnan (biograf)

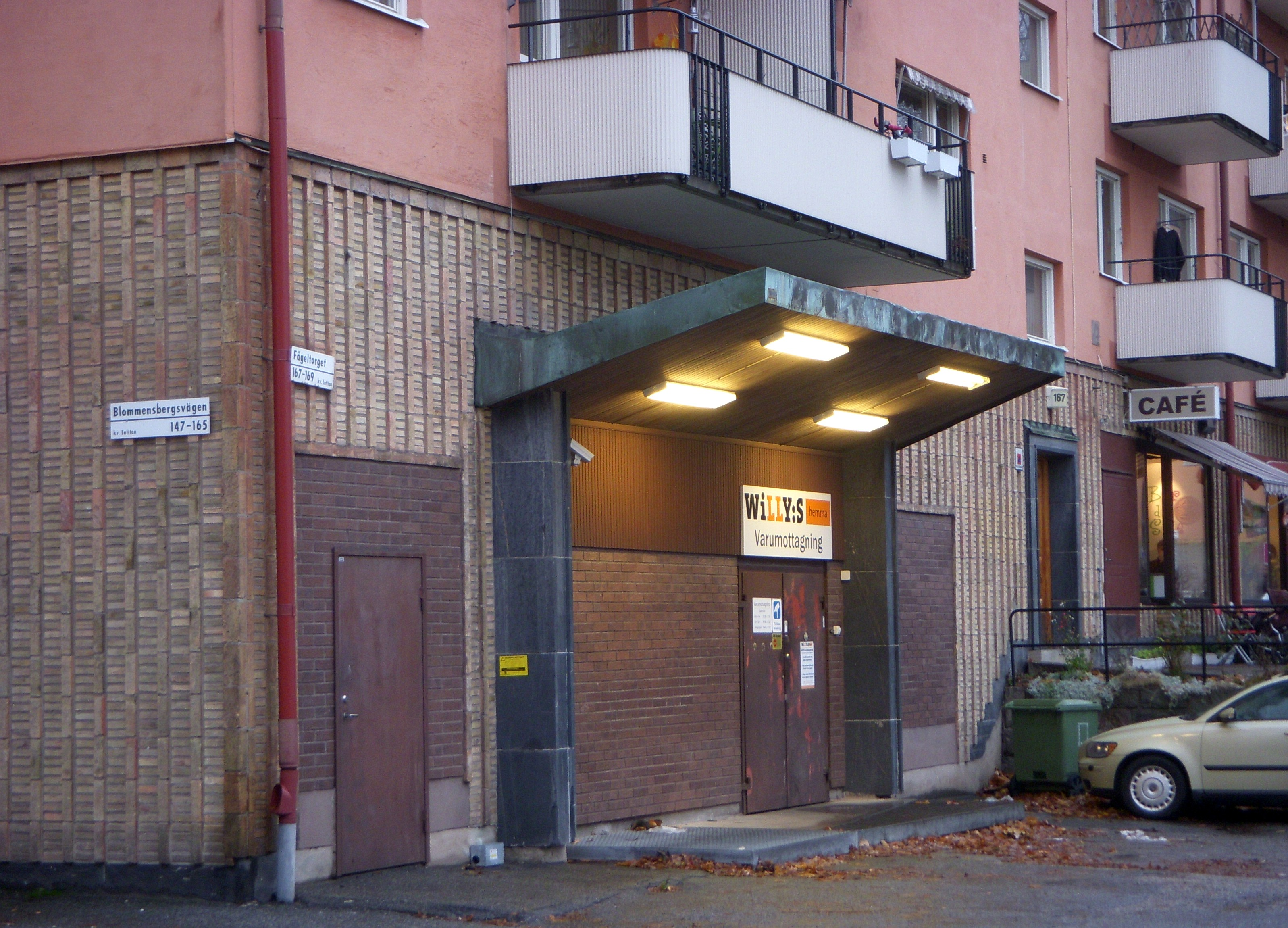
Före detta "Tärnan" i november 2010. Baldakinen ovanför visar på dess förflutna som biografentré.

Tärnan var en biograf i stadsdelen Aspudden i södra Stockholm. Tärnan öppnade 1952 och lades ner 1970.
Tärnan var en typisk kvartersbiograf, som låg i en HSB-fastighet vid Fågeltorget  (hörnan Hägerstensvägen / Blommensbergsvägen) i västra Aspudden.  Det var meningen från början att det nybyggda huset skulle även innehålla en biograflokal, men det dröjde till den 24 september 1952 innan  Tärnan öppnade. För husets liksom biografens gestaltning  svarade arkitekt Curt Strehlenert som vid den tiden var chef för HSB:s arkitektkontor. För att kunna nyttjas som teater hade Tärnan även klädloger och en liten scen.
Entrén inramades av svart marmor och kröntes av en snett uppåtriktad, kopparklädd baldakin med belysning på undersidan. Foajéns väggar var klädda med panel av blekt ek och för den textila designen svarade Astrid Sampe. Salongen innehöll 561 fåtöljer som var klädda i röd, blå, grå och gul manchester som bildade ett omväxlande geometriskt mönster.
Biograf Tärnan lades ner den 14 juni 1970, därefter har salongen bland annat används till möbelförsäljning. Sedan några år är entrén lagerlokal och salongen är ombyggd till butikslokal som tidigare använts av Systembolaget. Idag inryms en närbutik i lokalen. Den ursprungliga entrén är numera närbutikens varuintag. Bara portomfattning och baldakin är kvar och påminner om den tidigare biografen, som var en av tre i Aspudden.